# Стрелкообразные
Стрелкообразные (лат. Sagittoidea) — класс морских беспозвоночных из типа щетинкочелюстных.

## Внешний вид и строение
У стрелкообразных прозрачное тело удлинённой стреловидной формы (отсюда их название). Длина взрослого организма от 5 до 90 мм. У этих животных отсутствуют дыхательная, кровеносная, выделительная системы, но при этом они имеют признаки высокой организации: многослойный эпителий и поперечнополосатую мускулатуру.
Тела стрелкообразных подразделяются на голову, туловище и хвост. Их отделяют друг от друга две поперечные перегородки. По бокам тела 1—2 пары плавников, а на заднем конце один хвостовой. Это кожные складки с лучами. Пищеварительная система состоит из рта, находящегося на нижней стороне головы, глотки, кишки и анального отверстия, открывающегося между туловищем и хвостом.
Для хватания пищи у них есть ловчий аппарат из длинных крючковидных щетинок, по бокам головы, и 1—2 рядов мелких зубчиков в передней части головы у рта. Есть два нервных узла: в голове и туловище. На голове расположены два глаза.

## Образ жизни и питание
Планктонные организмы. Хищники. Едят рачков, мальков рыб, свою собственную молодь, а также водоросли. Конкурируют за добычу с молодью рыб.

## Размножение и развитие
Стрелкообразные обоеполы. Яичники располагаются в задней части туловища, а семенники в хвосте. Сперматозоиды выходят наружу через специальные семенные пузырьки, находящиеся по бокам хвостового отдела между задними боковыми и хвостовым плавниками. Оплодотворение перекрестное. Личиночной стадии в развитии нет.

## Систематика
- - Отряд Aphragmophora
    - Семейство Bathybelidae
      - Род Bathybelos

    - Семейство Krohnittidae
      - Род Krohnitta

    - Семейство Pterokrohniidae
      - Род Pterokrohnia

    - Семейство Pterosagittidae
      - Род Pterosagitta

    - Семейство Sagittidae
      - Род Aidanosagitta
      - Род Caecosagitta
      - Род Decipisagitta
      - Род Ferosagitta
      - Род Flaccisagitta
      - Род Mesosagitta
      - Род Parasagitta
      - Род Pseudosagitta
      - Род Sagitta
      - Род Serratosagitta
      - Род Solidosagitta
      - Род Zonosagitta

  - Отряд Phragmophora
    - Семейство Eukrohniidae
      - Род Eukrohnia

    - Семейство Heterokrohniidae
      - Род Archeterokrohnia
      - Род Heterokrohnia
      - Род Xenokrohnia

    - Семейство Krohnittellidae
      - Род Krohnittella

    - Семейство Spadellidae
      - Род Bathyspadella
      - Род Calispadella
      - Род Hemispadella
      - Род Paraspadella
      - Род Spadella